# Dipterocarpus caudatus
Espèce
Classification phylogénétique
Statut de conservation UICN

 EN  : En danger
Dipterocarpus caudatus est une espèce de plantes du genre Dipterocarpus de la famille des Diptérocarpacées.